# تاريخ عشيرة البكير

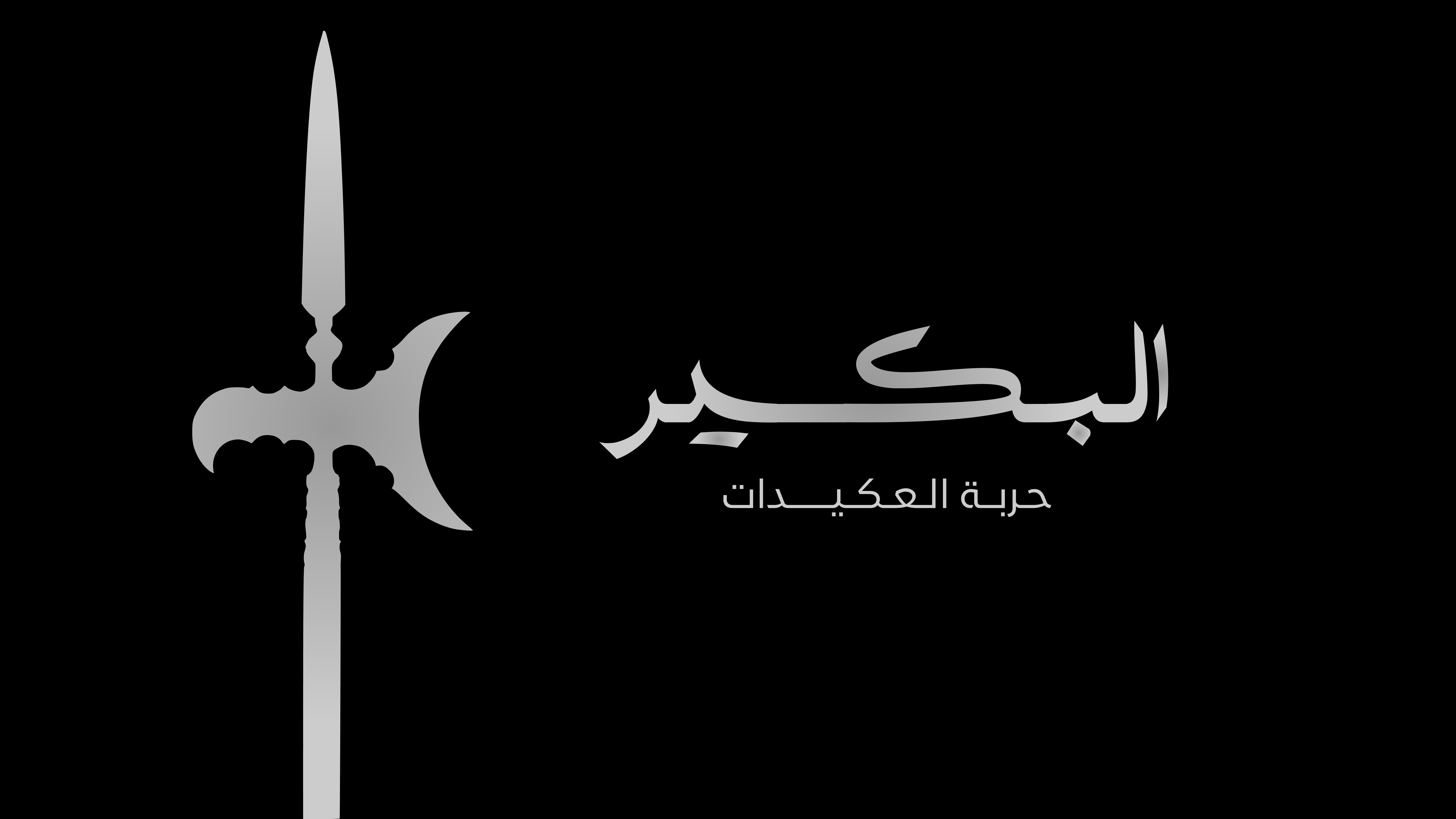
أفراد من عشيرة البكير

عشيرة البكير هي إحدى العشائر التابعة لقبيلة العقيدات العربية، وتتمركز بشكل رئيسي على ضفاف نهر الفرات في مناطق شرق سوريا وغرب العراق. تُعرف العشيرة بوجودها التاريخي ودورها الاجتماعي في منطقة وادي الفرات.

### الأفخاذ
تتفرع عشيرة البكير إلى عدة أفخاذ رئيسية، ولكل فخذ مشيخته الخاصة:
- الكبيصة، شيخهم عبد العزيز داود سليمان الحمادة.
- الفرج والكسار، شيخهم علاوي الصالح.
- العنابزة، شيخهم عبد الحميد الجبن.
- المشرف، شيخهم خليف العبد الرحمن.
- العيد، شيخهم عواد البسيس.
- المحيمد والجامل والركيوات والخضير، شيخهم بيت محمود الهنيدي.

## تاريخ وأصول العشيرة
تُعد عشيرة البكير بطنًا من بطون قبيلة العقيدات، وتنتشر منازلهم في منطقة الجزيرة السورية، على الفرات ونهر الخابور وصولًا إلى تل حمد. يعود تاريخ العشيرة إلى فترات مبكرة ضمن تاريخ قبيلة العقيدات، التي تُعتبر من القبائل العربية الكبيرة ذات الحضور التاريخي في وادي الفرات.
أسهمت العشيرة في الحياة الاجتماعية والاقتصادية للمناطق التي استقرت بها، معتمدة على النشاط الزراعي والرعوي في الأراضي الخصبة على ضفاف الفرات.

## التوزيع الجغرافي

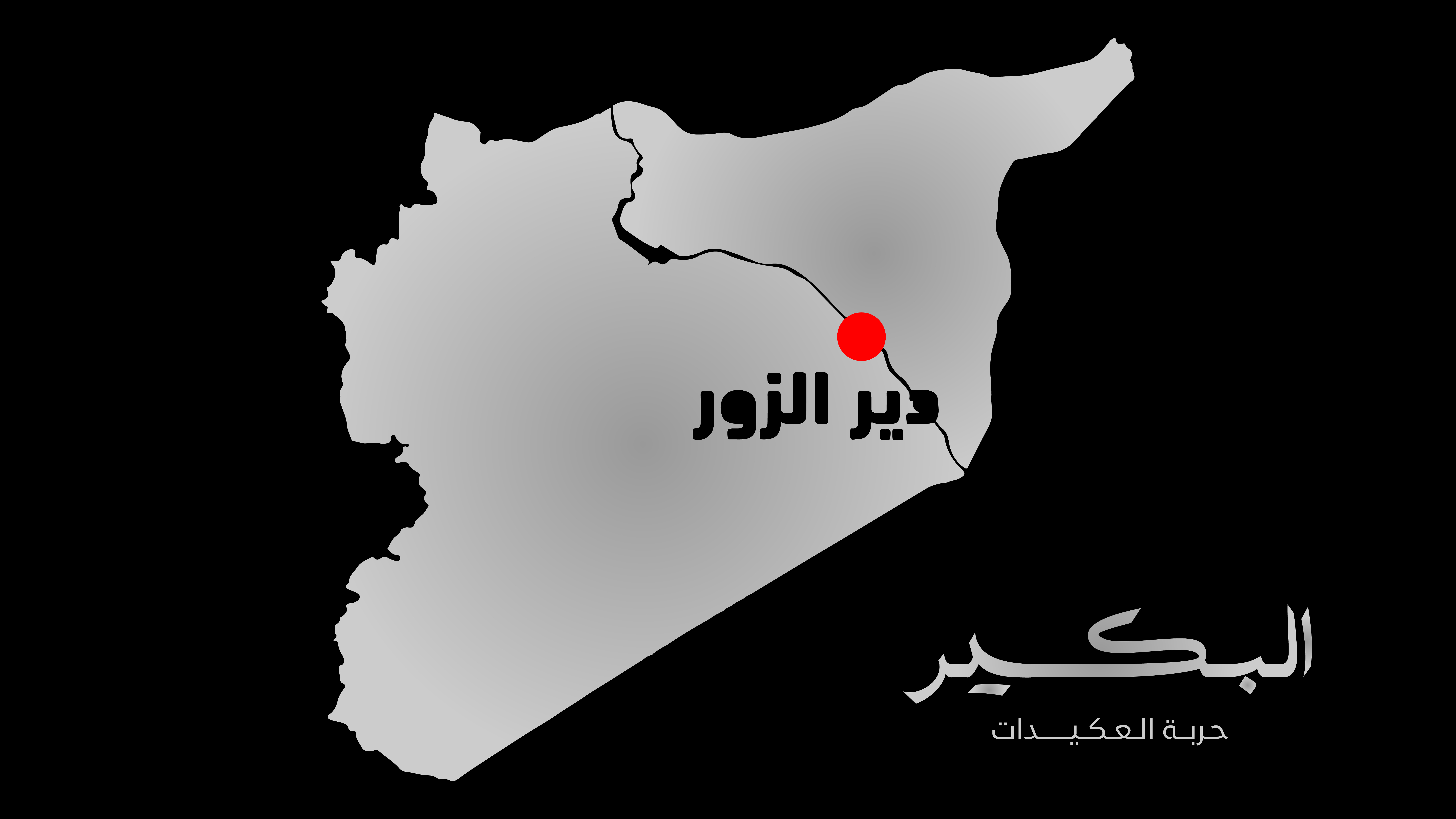
الخريطة الجغرافية لتوزع العشيرة

تتركز عشيرة البكير بشكل أساسي في محافظة دير الزور السورية، في مناطق مثل الشعفة والسيال والحريجية، كما لها تواجد في مناطق متفرقة من غرب العراق.

## المشيخة وشخصيات بارزة

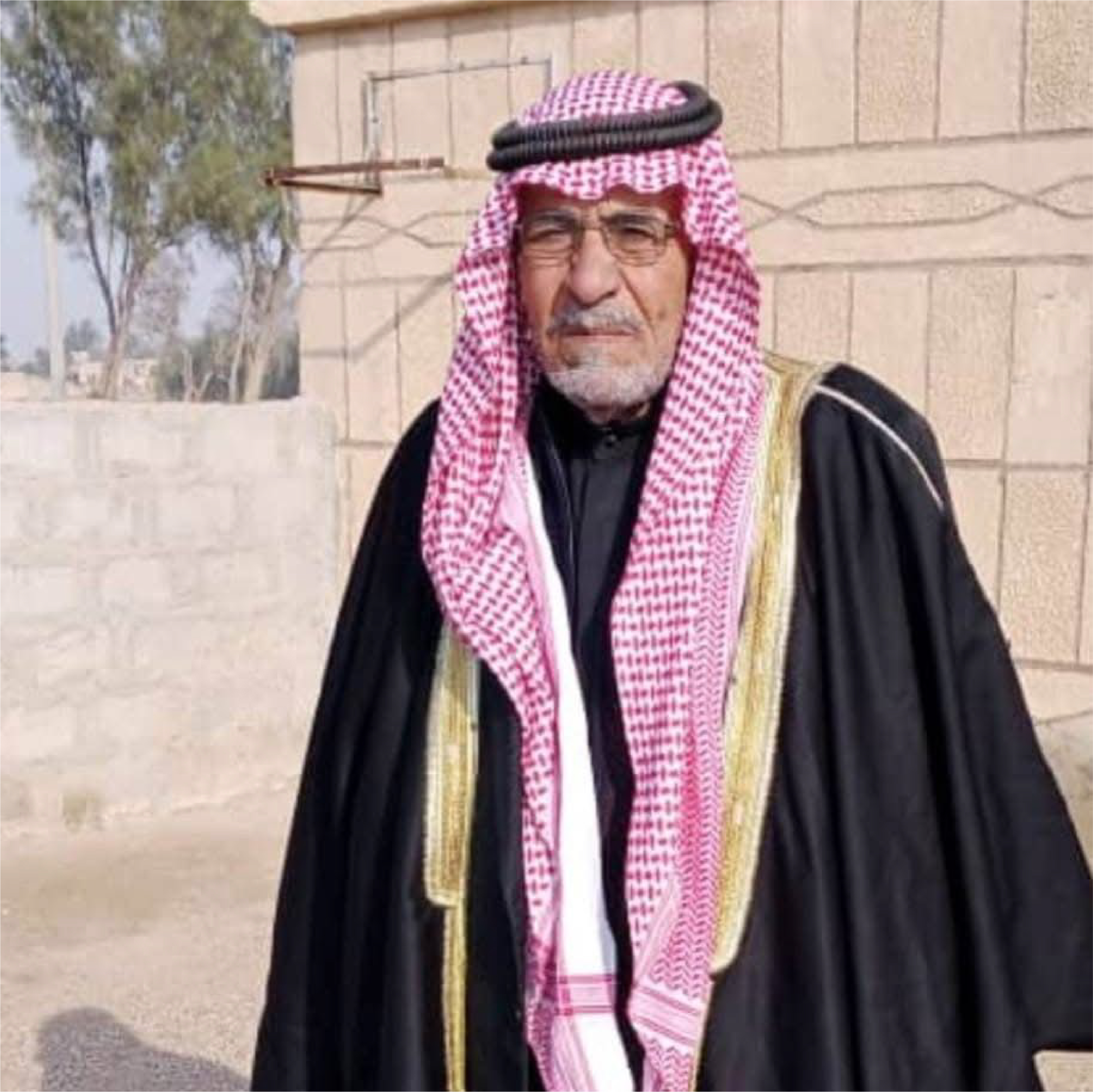
الشيخ عبود محمود الهنيدي

تتولى عائلة الهنيدي مشيخة عشيرة البكير. الشيخ الحالي للعشيرة هو عبود محمود الهنيدي، وهو شخصية قبلية معروفة في ريف دير الزور. يُعرف بدوره في حل النزاعات العشائرية، ومنها استضافته لصلح عشائري في قرية الحريجية شمال دير الزور بين فروع العشيرة.
من الشخصيات البارزة أيضاً:
- درغام الهنيدي بن عبود محمود الهنيدي: محامٍ ووجه عشائري معروف، ينتمي إلى العشيرة وشارك في الشأن السياسي والاجتماعي المحلي.[5]

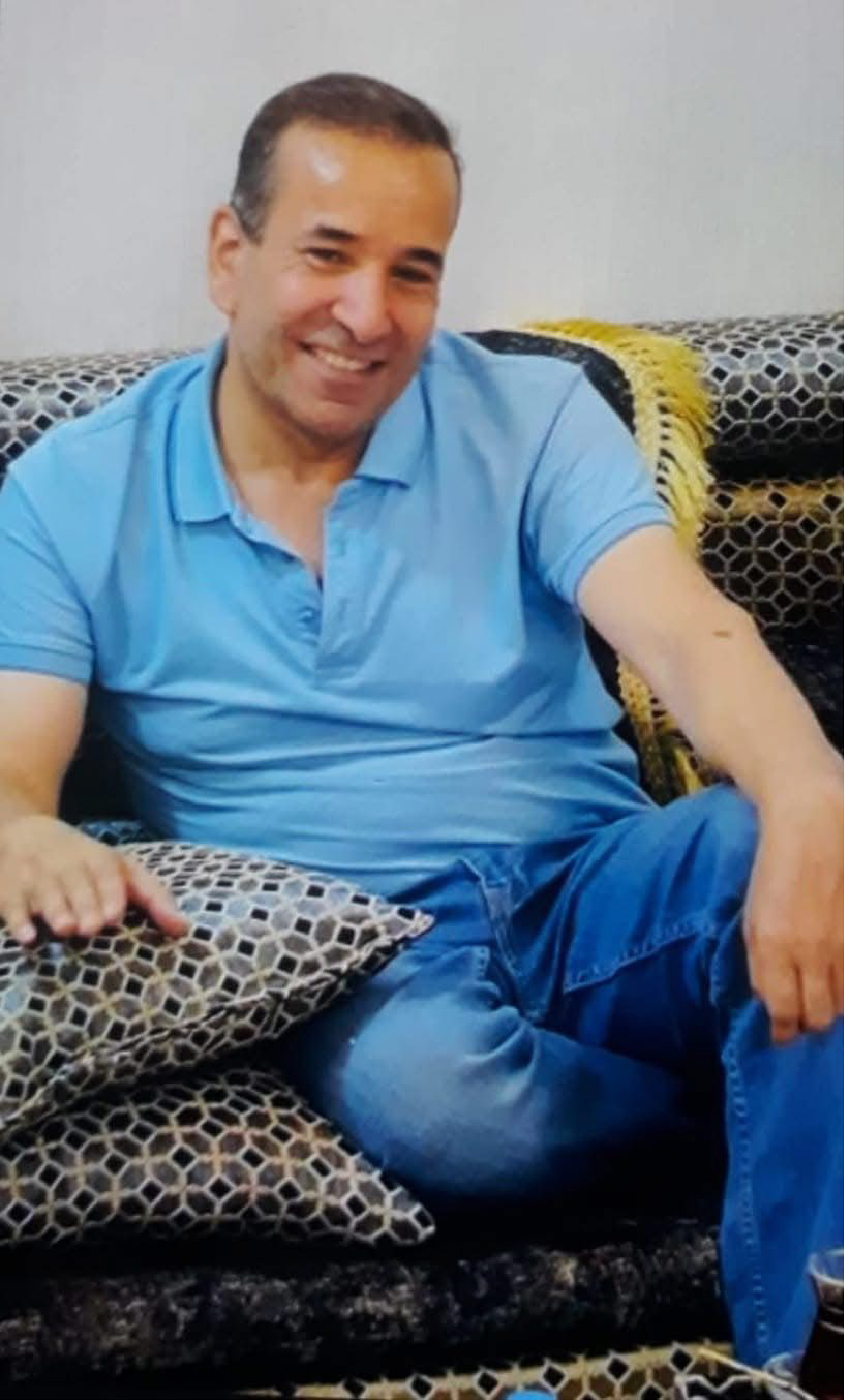
المحامي درغام محمود الهنيدي

## الدور الاجتماعي والسياسي
- شارك درغام الهنيدي في الثورة السورية منذ بدايتها، وكان من المؤسسين للمجالس المحلية في محافظة دير الزور، وانتُخب كعضو فيها.
- برز في مواقف عشائرية علنية ضد بعض التشكيلات العسكرية، حيث شارك في بيانات وخطب نُشرت عبر صفحات التواصل الاجتماعي ووسائل إعلام محلية مثل "العقيدات نيوز".
- مثّل محافظة دير الزور في مؤتمر الحوار الوطني السوري الذي عُقد في دمشق.

## النشاط النيابي
- ترشّح لعضوية مجلس الشعب السوري ممثلاً عن دير الزور تحت اسم "درغام الهنيدي بن عودة"، وحصل على 15382 صوتًا في إحدى الدورات الانتخابية.[6]

## روابط خارجية
- المحامي درغام هنيدي - رئيس المكتب القانوني لمحافظة دير الزور
- درغام هنيدي في مؤتمر الحوار الوطني
- كلمة لعشيرة البكير حول المعتقلين